# 烏蘭巴托國際大學
烏蘭巴托國際大學，是蒙古国首都乌兰巴托一所由韩国人创建的私立大学，该大学于1992年成立（一說成立於1995年），在蒙古國100余所私立大学排行榜中位居第一，在蒙古所有公私立大学综合评价中位居第五位。2007年12月，该校同中國大陸之湖南师范大学结成友好关系。

## 體育
該校足球隊曾經參加蒙古國家超級足球聯賽，並於2009年獲得冠軍。2017年因為成績墊底，降級至蒙古甲組足球聯賽。

## 外部連結
- 烏蘭巴托國際大學官網 （页面存档备份，存于）